# Lyndonville (Vermont)
Lyndonville ist ein Village in der Town Lyndon im Caledonia County des Bundesstaates Vermont in den Vereinigten Staaten  mit 1136 Einwohnern (laut Volkszählung des Jahres 2020). Das Village Lyndonville liegt zentral in der Town Lyndon an der Bahnstrecke White River Junction–Lennoxville. Westlich grenzt Lyndon Center an und entlang der westlichen Grenze fließt der Passumpsic River.

## Geschichte

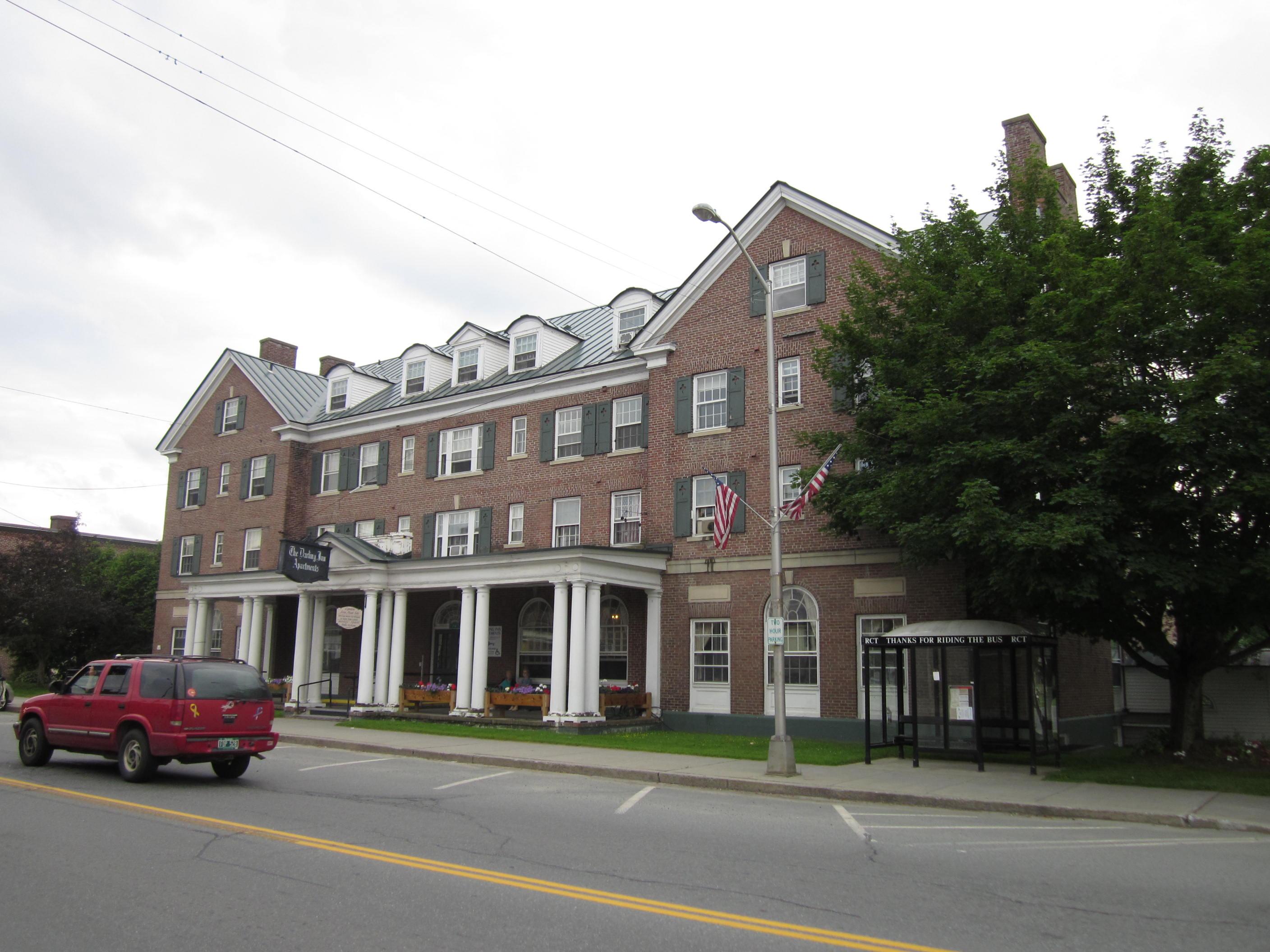
Darling Inn, Lyndonville

Der Grant für Lyndon wurde am 2. November 1780 durch die Vermont Republic ausgerufen. Er wurde am 20. November 1780 an Jonathan Arnold und 53 Siedlerfamilien weiteren vergeben. Das Village Lyndonville wurde am 24. Dezember 1880 zum incorporated Village erklärt. 
Im Village befinden sich eine private Highschool, das Lyndon Institute ebenso wie das Lyndon State College. Außerdem ein Park, der Bandstand Park, der zuvor als Lyndonville Park bekannt war. Das Lyndonville Electric Department und das Water Department sind ebenfalls ansässig.
Das Darling Inn, ein ehemaliges Hotel, wurde 1980 ins National Register of Historic Places aufgenommen.

### Einwohnerentwicklung
| Jahr      | 1800 | 1810 | 1820 | 1830 | 1840 | 1850 | 1860 | 1870 | 1880 | 1890 |
| --------- | ---- | ---- | ---- | ---- | ---- | ---- | ---- | ---- | ---- | ---- |
| Einwohner |      |      |      |      |      |      |      |      | 788  | 606  |
| Jahr      | 1900 | 1910 | 1920 | 1930 | 1940 | 1950 | 1960 | 1970 | 1980 | 1990 |
| Einwohner | 1274 | 1573 | 1878 | 1559 | 1444 | 1506 | 1477 | 1415 | 1401 | 1255 |
| Jahr      | 2000 | 2010 | 2020 | 2030 | 2040 | 2050 | 2060 | 2070 | 2080 | 2090 |
| Einwohner | 1227 | 1207 | 1136 |      |      |      |      |      |      |      |

Volkszählungsergebnisse Lyndonville, Vermont

## Persönlichkeiten
- John F. Ruggles (1908–1999), Generalmajor der United States Army